# Harapszilisz
Harapszilisz (ékírással 𒊩𒄩𒊏𒀊𒅆𒇷𒅖 vagy 𒊩𒄩𒊏𒀊𒊺𒇷𒅖 vagy 𒊩𒄩𒊏𒀊𒊺𒆠𒇷𒅖 fḫa-ra-ap-ši-li, dU ḫa-ra-ap-še-li, fḫa-ra-ap-še-ki(-li), Ḫarapšiliš, a név jelentése: URUḫarapša városból származó) a több azonos nevű hettita hercegnő közül az első ismert, ezért I. Harapszilisz néven is említik. Hasztajarasz hercegnő és Marattisz leánya, testvére Murszilisznak, a későbbi királynak (egyes vélemények szerint nem testvére, hanem Murszilisz és Kalisz leánya). Szugzijasz városában született, majd kalandos életét is ott fejezte be.
I. Hattuszilisz Harapsziliszt, az unokáját egy Hantilisz nevű, ismeretlen származású főemberhez adta feleségül, aki – feltehetőleg felesége segítségével – meggyilkolta Mursziliszt, és a helyére lépett a trónon. Hantilisz bizonytalan helyzetbe került a fővárosban, ezért feleségét a gyermekeivel Szugzijaszba küldte, ahol Harapszilisz hamarosan meghalt. Valószínűleg meggyilkolták.
(...)-szaltasz nevű leánya Cidantaszhoz ment feleségül, és az ő esetükben megismétlődött a történelem: Cidantasz és (...)-szaltasz együttes erővel meggyilkolták Harapszilisz és Hantilisz másik gyermekét, Piszeniszt, így Cidantasz került a trónra.
Ezekről az eseményekről a CTH#19 számú dokumentum, Telipinusz proklamációja számol be. „A Viharisten és Harapszilisz” (CTH#327) című mitikus elbeszélés is szólhat róla, bár ebből a szövegből nem derül ki, hogy a több azonos nevű királyné és hercegnő közül konkrétan melyikről van szó. Itt közelebbi meghatározás nélkül fḫa-ra-ap-ši-li[... szerepel.

## Lásd még
- hettita királyok családfája
- hettita királynék listája